# Yountville
Yountville és una població dels Estats Units a l'estat de Califòrnia. Segons el cens del 2000 tenia 2.916 habitants.

## Demografia
Segons el cens del 2000, Yountville tenia 2.916 habitants, 1.048 habitatges, i 553 famílies. La densitat de població era de 690,7 habitants/km².
Dels 1.048 habitatges en un 17,8% hi vivien nens de menys de 18 anys, en un 42% hi vivien parelles casades, en un 7,4% dones solteres, i en un 47,2% no eren unitats familiars. En el 39,8% dels habitatges hi vivien persones soles el 17,5% de les quals corresponia a persones de 65 anys o més que vivien soles. El nombre mitjà de persones vivint en cada habitatge era d'1,95 i el nombre mitjà de persones que vivien en cada família era de 2,59.
Per edats la població es repartia de la següent manera: un 11,1% tenia menys de 18 anys, un 2,4% entre 18 i 24, un 17,5% entre 25 i 44, un 23,8% de 45 a 60 i un 45,1% 65 anys o més.
L'edat mediana era de 60 anys. Per cada 100 dones de 18 o més anys hi havia 128,1 homes.
La renda mediana per habitatge era de 46.944 $ i la renda mediana per família de 56.250 $. Els homes tenien una renda mediana de 46.853 $ mentre que les dones 34.464 $. La renda per capita de la població era de 30.721 $. Entorn del 5,6% de les famílies i el 7,3% de la població estaven per davall del llindar de pobresa.

## Poblacions més properes
El següent diagrama mostra les poblacions més properes.